# Le Bez
 Le Bez  es una población y comuna francesa, ubicada en la región de Mediodía-Pirineos, departamento de Tarn, en el distrito de Castres y cantón de Brassac.

## Enlaces externos

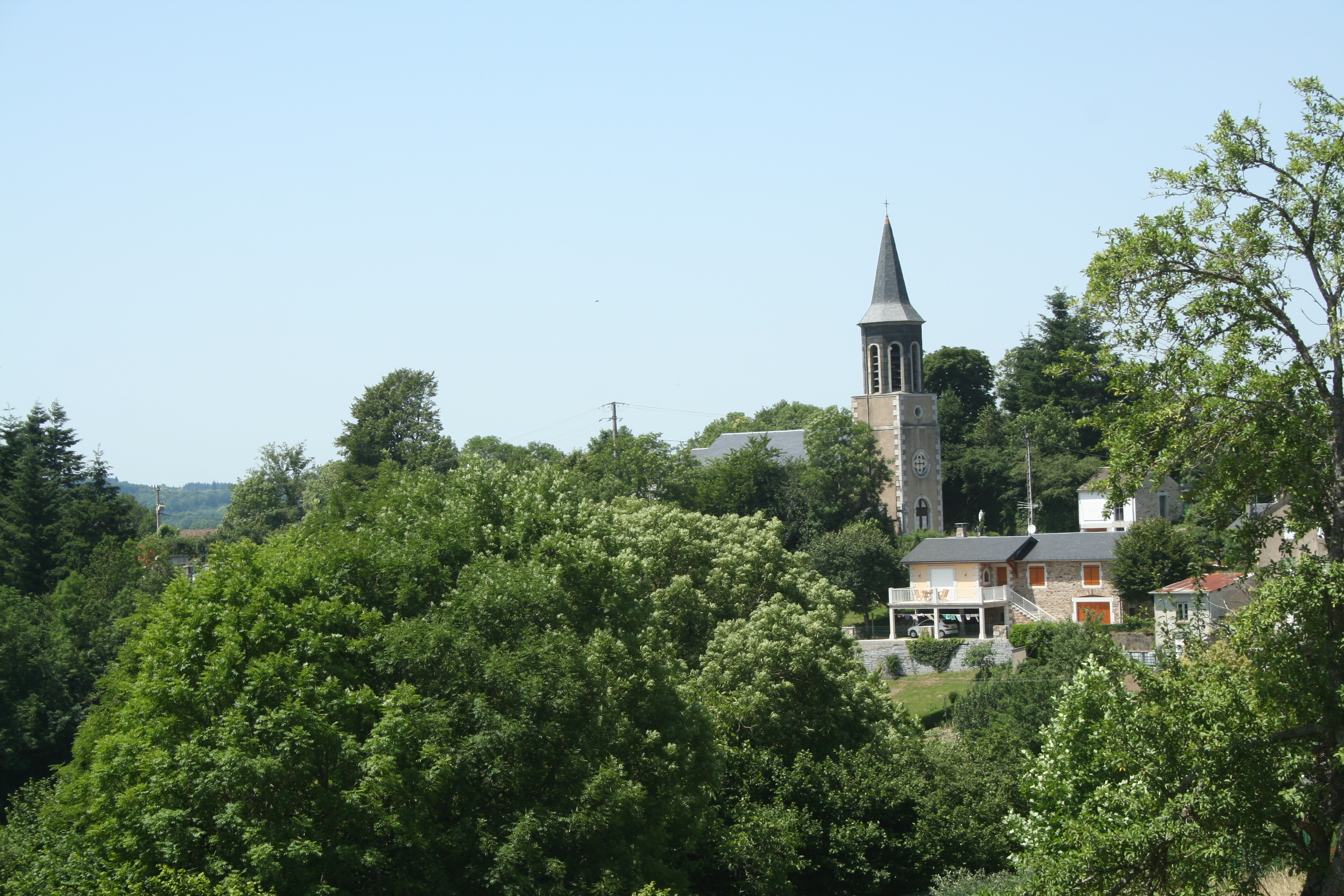
Iglesia

## Demografía
| 643 | 602 | 606 | 612 | 654 | 716 |
| Para los censos de 1962 a 1999 la población legal corresponde a la población sin duplicidades (Fuente: INSEE [Consultar]) |     |     |     |     |     |